# Prêtre (Rome antique)
Pour les articles homonymes, voir Prêtre et Sacerdos.
 (mai 2009).
Si vous disposez d'ouvrages ou d'articles de référence ou si vous connaissez des sites web de qualité traitant du thème abordé ici, merci de compléter l'article en donnant les références utiles à sa vérifiabilité et en les liant à la section « Notes et références ».

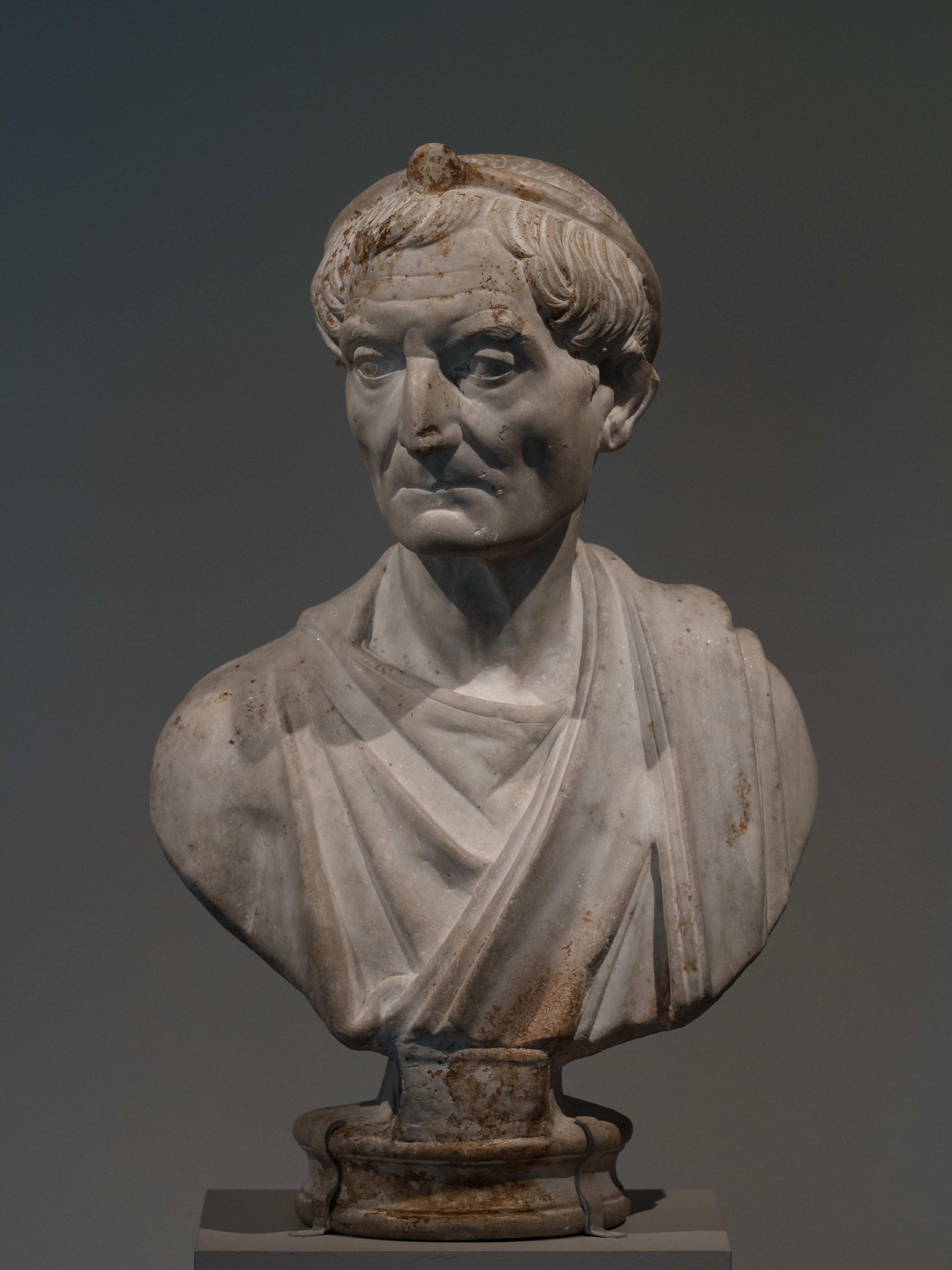
Buste en marbre d'un prêtre datant de l’époque d'Hadrien.

Le prêtre (en latin sacerdos, pluriel sacerdotes) est, dans la religion romaine, un personnage officiel chargé du soin, de la surveillance, du contrôle de tout ce qui concernait les dieux, de tout objet ou de tout être qui leur appartenait, de tout acte qui s'adressait à eux (offrandes, sacrifices), de tout phénomène considéré comme un signe particulier de leur volonté. Le mot sacerdos vient de l'adjectif sacer « sacré » et dos, mot rattaché à la racine da, qui exprime l'idée de donner.
Le sacerdos n'avait pas, dans la Rome antique, l'exclusivité sur la pratique des rites habituels du culte, tels que prières, libations, sacrifices, vœux, dédicaces, etc., tant en leur nom privé qu'au nom de l'État. Ainsi, les magistrats célébraient ou présidaient au nom de l'État des cérémonies religieuses, et les pères de famille rendaient les hommages prescrits par le rituel aux divinités domestiques ou gentilices. Mais seuls les sacerdotes étaient des « experts » ou des « professionnels »  dans l'acte religieux : en effet, même les sacrifices les plus usuels étaient accomplis suivant des règles minutieuses qu'il n'était pas possible d'observer sans une connaissance très précise des rites et sans une expérience consommée. Aussi les sacerdotes publici populi romani avaient-ils la charge de contrôler, de surveiller non seulement le culte public, mais même les cérémonies de la religion privée, domestique, gentilice. 
À la différence des magistrats et des pères de famille, ils étaient nommément désignés, suivant des modes spéciaux de nomination, pour exercer leurs fonctions liturgiques ; ils avaient, en tant que prêtres, des devoirs, des droits, des privilèges particuliers.

## Types de sacerdoces
Les sacerdoces romains étaient très nombreux et très variés, et n’étaient pas rattachés les uns aux autres par des liens hiérarchiques, de façon à constituer un ensemble. On en distingue trois types
- Les sacerdoces individuels : ces prêtres, chargés individuellement de desservir le culte d'une divinité déterminée, portaient d'habitude le titre de flamines. Le terme sacerdos ou sacerdotes fut cependant employé pour désigner officiellement des prêtres attachés à divers cultes, sinon d'origine proprement romaine, du moins adoptés de bonne heure par Rome : c'est ainsi qu'on rencontre des sacerdotes Albani, Cabenses, Caeninenses, Lanuvini, Laurentes Lavinates, Laurentini, Suciniani, Tasculani. Au féminin, il servit à désigner certaines prêtresses de cultes appartenant au ritus graecus, telles que les sacerdoces publicae Cereris populi romani Quiritium, les sacerdoces Bonae Deae, les sacerdotes Matris Deum Magnae XV virales. Il y a des sacerdotes de rang secondaire, tels que les sacerdotes bidentales, le sacerdos virginum Vestalium, les sacerdotes sacrae Urbisi.
- Les sodalités : ces confréries vouées à un culte déterminé, avaient plus fidèlement conservé le type primitif des associations gentilices. Les sodalités officielles étaient celles des luperques, des frères arvales, des saliens, des titii ; plus tard, sous l'Empire, une sodalité fut créée, dont les membres portaient le titre de sodales Augustales, pour perpétuer le culte de la gens Julia.
- les collèges, créés par l'État pour fixer la tradition religieuse et guider l'autorité publique dans l'accomplissement des devoirs de l'État envers les dieux. C'étaient plutôt des cénacles de théologiens que de véritables confréries religieuses. Les collèges sacerdotaux de l'État romain étaient ceux : des pontifes, des augures, des fétiaux, des décemvirs puis des quindécemvirs, des épulons.

On peut, comme John Scheid, distinguer deux sortes de prêtres : les uns sont des sortes d'incarnations de la divinité – le plus bel exemple est celui des flamines majeurs – ; les autres, plus nombreux, comme les pontifes et les augures, interviennent dans les rites et dans la légitimation religieuse des actes publics. John Scheid appelle les premiers les « prêtres-statues » et les seconds les « maîtres du sacré ».

## Modes de nomination
Les prêtres romains (sacerdotes publici populi romani), qui étaient nommés probablement à l'origine par le roi, furent désignés sous la République : 
- les titulaires des sacerdoces collectifs par cooptation, puis par une élection soumise à certaines conditions spéciales,
- les titulaires de sacerdoces individuels soit par le Pontifex maximus, soit par le collège des Duumviri (puis Decemviri, puis Quindecemviri sacris faciundis).

Sous l'Empire, quelles que fussent les règles théoriques et officielles, en fait la nomination des uns et des autres dépendait de la volonté impériale. 

### Cas des sodalités et des collèges
Les prêtres des sodalités et des collèges se recrutèrent pendant longtemps par cooptation, et nommèrent eux-mêmes par un libre vote leur président. 
Les premières dérogations à cette règle, qui paraît bien avoir été générale, se produisirent dans le courant du IIIe siècle av. J.-C. Tite-Live signale pour la première fois en l'année -212 la réunion de comices pour la désignation du Pontifex maximus. On suppose que le premier plébéien qui exerça ce sacerdoce, Tiberius Coruncanius, fut, en -25, désigné de même par des comices. À vrai dire, ces comices, composés seulement de dix-sept tribus sur trente-cinq, ne représentaient que la minorité des citoyens, et leur rôle consistait dans la pratique à désigner d'avance celui des pontifes que le collège devait ensuite coopter : on avait donc pris les plus grandes précautions pour respecter, au moins en apparence, les principes et les usages traditionnels, tout en donnant satisfaction aux réclamations du parti démocratique. Les tribuns de la plèbe ne s'en tinrent pas là : en -145, C. Licinius Crassus proposa une loi d'après laquelle l'élection populaire devait remplacer, dans la désignation des membres des collèges religieux, la cooptation. Cette loi ne fut pas votée. Mais, en -104, le tribun Cn. Domitius Ahenobarbus réussit à faire voter la lex Domitia, qui étendait ceteris sacerdotiis le procédé usité depuis plus d'un siècle déjà pour la désignation du Pontifex Maximus. Il faut entendre ici par cetera sacerdotia toutes les fonctions religieuses précédemment décernées par cooptation : c'étaient donc les membres des sodalités et des collèges qui devaient être désormais désignés par les comices restreints, avant d'être cooptés suivant les règles du droit religieux. Abrogée par Sylla, qui rétablit l'ancien mode de la cooptation au moins pour les deux grands collèges des pontifes et des augures (lex Cornelia de pontificum augurumque collegiis), la lex Domitia fut rétablie et même aggravée, semble-t-il, par la lex Atia. Cette loi, votée en -63 sur la proposition du tribun T. Atius Labienus, confiait de nouveau aux comices des dix-sept tribus la désignation préalable pour les fonctions sacerdotales ; en outre, elle assignait, non plus au Pontifex maximus, mais aux consuls la présidence de ces comices spéciaux. 
Les réformes de César et d’Auguste aboutirent en fait, malgré toute apparence contraire, à la suppression de la cooptation. L'empereur, Pontifex maximus de droit, et d'ailleurs maître absolu de l'État, s'était fait donner dès -29 le pouvoir de disposer à son gré des sacerdoces et d'ajouter à chaque collège autant de prêtres surnuméraires qu'il le voudrait. 

### Cas des sacerdoces individuels
Les titulaires des sacerdoces individuels, comme les flamines, le Rex sacrorum, les Vestales étaient nommés par le Pontifex maximus, considéré comme le chef de la religion nationale, le directeur du culte public. Il est vraisemblable, d'autre part, que les duumviri, puis decemviri, puis Quindecemviri sacris faciundis nommaient les prêtres des cultes d'origine étrangère admis et reconnus par l'État romain, par exemple les prêtres de la grande Mère des Dieux et les prêtresses de Cérès, etc. 
Sous l'Empire, toutes les attributions du Pontifex maximus passèrent à l'empereur, dont l'autorité s'exerçait en outre sur le collège des Quindécemvirs comme sur tous les autres.

### Conditions de nomination
Différentes conditions étaient nécessaires au candidat au sacerdoce.
Il y avait d'abord des conditions très générales, telles que :
- l'absence de toute tare ou infirmité corporelle,
- l'absence de toute condamnation,
- la possession du droit de cité romaine ,
- l'ingénuité.

D'autres conditions furent, en outre, exigées pendant certaines périodes ; par exemple, sous la royauté et pendant les premiers siècles de la République, les patriciens seuls pouvaient être cooptés dans les collèges et les sodalités ou nommés prêtres par le Pontifex maximus : ce fut seulement en -300 que la lex Ogulnia ouvrit aux plébéiens les deux grands collèges des Pontifes et des Augures et même leur y donna de droit la majorité. 
Il est vraisemblable que la plupart des autres sacerdoces devinrent de même accessibles aux plébéiens : seuls paraissent avoir été réservées aux patriciens les fonctions du Rex sacrorum, des trois grands flamines et des Saliens. 
Cette situation fut modifiée par Auguste. Désormais, les divers sacerdoces publics ne purent être revêtus et exercés :
- les uns que par des personnages de l'ordre sénatorial (les quatre grands collèges, la plupart des anciennes sodalités et les sodalités nouvelles qui se créèrent pour le culte des empereurs divinisés (Augustales, Flaviales Titiales, Cocceiani, Ulpiales, etc.), les fonctions de Rex sacrorum, des trois grands flamines, des Vestales ;
- les autres que par des personnages de l'ordre équestre.

Les simples citoyens s'en trouvèrent donc exclus. 

### Cumul des sacerdoces
Aucune incompatibilité formelle n'existait entre les différents sacerdoces, sauf celles que comportait la nature même des choses, et sauf le cas des Saliens. Il allait de soi, par exemple, que le même Romain ne pouvait pas être en même temps flamine et pontife, puisque les flamines dépendaient du collège des pontifes, ou encore qu'une Vestale ne pouvait pas exercer d'autre sacerdoce, puisque les Vestales étaient, à Rome, les seules prêtresses d'État. Quant aux Saliens, celui d'entre eux qui était investi d'un autre sacerdoce, qui devenait pontife ou augure, devait sortir du collèges. 

### Durée du sacerdoce
Coopté, désigné par l'élection des comices restreints, ou nommé par le Pontifex maximus, le nouveau prêtre devait être installé dans sa fonction sacerdotale. 
On sait que le Rex sacrorum, les grands flamines et les augures étaient inaugurés, à la requête du Pontifex maximus, dans les comices calates. Mais ni les grands collèges, ni les confréries ou sodalités, ne faisaient inaugurer leurs membres. Pour les autres prêtres, l'entrée en fonctions paraît avoir eu lieu sans prise spéciale d'auspices : dans les collèges et les sodalités, le chef ou présidentad sacra vocabat le membre nouvellement désigné. 
En règle générale, les sacerdoces publics de l'État romain étaient conférés à vie : dans la plupart des circonstances où il était, en fait, dérogé à ce principe, le prêtre qui cessait d'exercer ses fonctions sacerdotales les quittait volontairement par démission ou abdication. La dignité sacerdotale paraît avoir été, en droit, inamovible à Rome. Lorsqu'un Salien quittait son collège, lorsqu'une Vestale usait du droit qui lui était dévolu par la loi religieuse de résigner ses fonctions après trente ans de prêtrise, on employait les termes exaugurare, exauguratio, pour désigner l'acte par lequel ils dépouillaient leur caractère sacerdotal. L'emploi de ce mot n'implique nullement que les Saliens ou les Vestales fussent inaugurés, au sens strict du mot, lors de leur entrée en fonctions. De telles exaugurations étaient, d'ailleurs, exceptionnelles.

## Hiérarchie des sacerdoces
S'il est inexact de parler pour les sacerdotes publici populi romani d'une hiérarchie officielle et organisée, il ne serait pas moins contraire à la réalité historique de nier entre eux l'existence de rapports hiérarchiques établis les uns par la tradition, les autres par l'histoire même du culte. 
Sous la royauté, semble-t-il, les prêtres dépendaient tous du Roi, et ils se classaient entre eux selon le rang assigné au dieu dont le culte leur était confié. 
Un texte souvent cité de Festus nous apprend que l’ordo sacerdotum traditionnel était le suivant : « Le plus grand paraît être le roi ; puis vient le flamine de Jupiter ; après lui le prêtre de Mars, en quatrième lieu celui de Quirinus, au cinquième rang le grand pontife. Ainsi, dans les festins, le roi se place seul sur le lit au-dessus de tous. De même le prêtre de Jupiter prend place au-dessus de celui de Mars et de Quirinus, et celui de Mars au-dessus de ce dernier. De même tous prennent. place au-dessus du pontife ». Aulu-Gelle et Servius confirment les indications donnés par Festus, et attestent en même temps la survivance sous l'Empire de cette antique hiérarchie, tout extérieure d'ailleurs. 
Sous la République, l'organisation sacerdotale se caractérisa par la prédominance incontestée du Pontifex Maximus : parmi les collèges et sodalités, les Pontifes, les Augures, les Septemviri Epulonum, les Duumviri (puis Decemviri, puis Quindecimviri sacris faciundis) formaient les quattuor amplissima collegia. Il est, en outre, évident que le Pontifex maximus exerçait une autorité particulière sur les prêtres et les prêtresses, sur les flamines, sur les Vestales qu'il nommait, qu'il investissait de leurs fonctions sacerdotales ; de même les prêtresses de Cérès et les prêtres de la Mère des dieux dépendaient des Duumviri, etc., sacris faciundis. 
Sous l'Empire, l'empereur, grâce à son titre de pontifex maximus, fut, comme l'avait été le roi dans l'organisation primitive de la cité, le chef de la religion officielle. 

### Agents subalternes du culte
Aux collèges, aux sodalités, aux personnes des prêtres investis de sacerdoces individuels étaient attachés un nombreux personnel d'agents subalternes et de servants du culte, apparitores (appariteurs), calatores (hérauts), camilli, cultrarii, lictores, popae, tibicines (joueur de flûte), viatores, etc.

## Immunités et privilèges
Tous les prêtres de l'État romain jouissaient d'immunités et de privilèges honorifiques : ils portaient la toge prétexte, des places d'honneur leur étaient attribuées dans les fêtes et dans les jeux, ils étaient exempts, sauf cas exceptionnels et d'urgente nécessité, des charges publiques, des impôts, du service militaire.